# عنکبوت اجتماعی

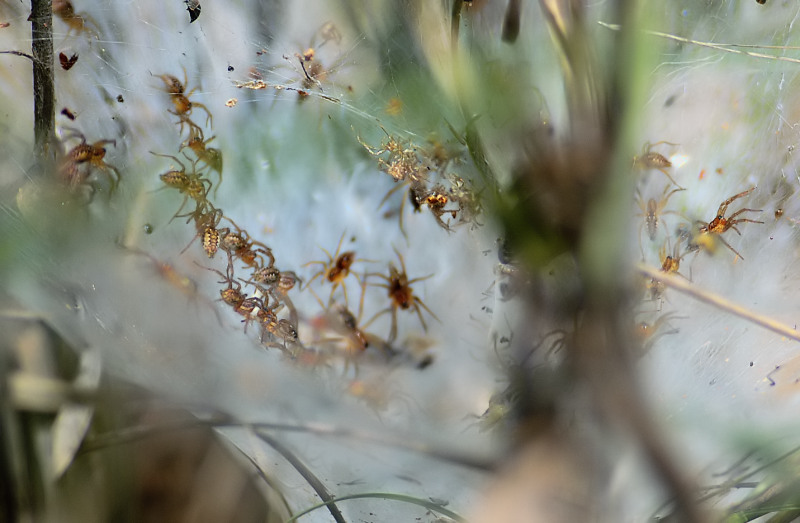
عنکبوت‌های اجتماعی از بنگالورو، هند

عنکبوت اجتماعی (به انگلیسی: Social spider) یک گونه عنکبوت است که افراد آن تجمع‌های نسبتاً درازمدتی را تشکیل می‌دهند. در حالی که بیشتر عنکبوت‌ها منزوی و حتی تهاجمی نسبت به دیگر اعضای گونه خود هستند، برخی از صدها گونه در چندین خانواده تمایل به زندگی در گروه‌ها را نشان می‌دهند که اغلب به عنوان کلنی شناخته می‌شوند.